# منشور اروپایی برابری زنان و مردان در سطح محلی
منشور اروپایی برابری زنان و مردان در سطح محلی خطاب به دولت های اروپایی و خواستار پایبندی آنها به اصل برابری زن و مرد و دعوت از آنها برای امضاء تعهدنامه رسمی و عمومی برای به اجرا در آوردن تعهدات منشور ملل متحد است.

## اهداف منشور
ایجاد زمینه عملی شدن حقوق بین‌المللی برابری زن و مرد، پیدا کردن پاسخ برای تمام سوالات مربوط به برابری در سطح شهر، زمینه سازی برای مشارکت زنان در مدیریت شهری و زمینه سازی برای تاثیرگذاری زنان در تصمیم گیری های مربوط به شهر و مدیریت آن می باشد. ویژگیهای منشور عبارتند از: زنان در تدوین آن نقش داشته اند، با توجه به تفاوت های فرهنگی در کشورهای اروپایی از شمال تا جنوب، منشور کاملاً منعطف است، پیوستن به آن داوطلبانه است، مجریان منشور (شهرداری ها) موظف به اجرای آن هستند نه لزوماً انجمن های زنان با قدرت محدود و امکان شکایت از مجری که تعهدات خود را عمل نکند وجود دارد.

### محورهای مورد توجه
زنان و آموزش، زنان و بهداشت، زنان مسکن، زنان و اوقات فراغت و تفریحات، زنان و محیط زیست، زنان و حمل و نقل، زنان و ترافیک، زنان و خشونت، زنان و آسیب های اجتماعی، زنان و همبستگی(مثلاً با زنان افغان و مهاجرین و غیره)، زنان و اشتغال و موضوعات مرتبط مثل کودکان، جوانان، سالمندان، معلولین و .... این منشور تجربه ای در مدیریت شهری تلقی می شود.